# Gnamptogenys striatulata
Gnamptogenys striatulata é uma espécie de formiga do gênero Gnamptogenys.